# Río Camba
El río Camba es un río del noroeste de la península ibérica que discurre por la provincia de Orense, Galicia, España. Es afluente del río Bibei por su margen izquierdo, que a su vez es tributario del río Sil, que vierte sus aguas en el río Miño. Tiene una longitud de 56 km.

## Recorrido
El río Camba tiene su naciente en el ayuntamiento de Laza, en la sierra de San Mamede, a 1.480 m de altura; vierte sus aguas en el Bibei a la altura de la villa de Viana del Bollo. Durante su curso atraviesa además los municipios de Castrelo del Valle y Villarino de Conso.
El curso del río, enmarcado entre las altas sierras de San Mamede, Queixa e Invernadeiro por el norte, y la de Pena Nofre por el sur, está claramente encajado. En consecuencia, sus afluentes principales son arroyos montaña, de curso corto, como el de la Ribeira Grande y de la Ribeira Pequena, procedentes de la Sierra de Queixa. En sus valles se notan los restos de las antiguas glaciaciones.
Su cuenca abarca una superficie de 166 km².
Aparece descrito en el quinto volumen del Diccionario geográfico-estadístico-histórico de España y sus posesiones de Ultramar de Pascual Madoz con las siguientes palabras:

CAMBA: r. en la prov. de Orense, part. jud. de Viana del Bollo, el cual nace en los montes llamados del Invernadero: durante su curso que es de O. á E., deja á la izq. las felig. de Vergas de Camba, Fornelos de Filloas, Bembibre y Pradelo, teniendo en cada una de las 3 primeras un puente de madera de un solo ojo, con pilastras de piedra, construidos todos ellos á espensas de los pueblos para su servicio; y por la der. baña las felig. de Carracedo de la Sierra, Prado Cabalos, Caldesinos y San Cirpian. Recibe por la izq. un riach. denominado Cabras, que tiene origen en los indicados montes; y por la der. los arroyos de Retorta, Lamazais y Prado Cabalos; y despues confluye en el r. Bibey al S. de Viana. Sus aguas y las de sus afluentes crian anguilas, truchas y otros peces de buena calidad, pero no tan esquisitos como los del r. Bibey; fertilizan algunos terrenos y dan impulso á distintos molinos harineros. Por los años de 1814 hasta el 1816 hubo en sus márg. una herreria que se construyó á espensas de la Casa de Lancara, y fué abandonada en 1830 por falta de mineral.
(Madoz, 1846, p. 330)

## Régimen hidrográfico
Es de tipo pluvio-nival, con máximos de caudal en invierno, pero que se prolongan en la primavera, por el deshielo.

## Explotación
Como en el caso de otros ríos de la cuenca del Sil, se construyeron presas que embalsan sus aguas. El mayor es el Embalse de As Portas, que es el de mayor capacidad de toda la provincia orensana con 538 millones de m³.

## Ecologismo
La cuenca del río Camba forma parte del área protegida del Macizo Central Orensano, dentro de la Red Natura 2000.